# Едіт Піаф
Еді́т Піа́ф (Édith Piaf, фр.: [edit pjaf] ( прослухати)), справжнє ім'я Едіт-Джованна Ґасьйон (Edith Giovanna Gassion; 19 грудня 1915, Париж — 10 жовтня 1963, Грасс) — французька співачка й акторка. Вважається найкращою співачкою Франції та однією найвідоміших естрадних співачок світу.
Музика Едіт Піаф часто була автобіографічною, у жанрі реалістична пісня (Chanson réaliste) та сентиментальна любовна пісня про кохання, втрату та смуток. Її найвідомішими піснями є «La Vie en rose» (1946), "Non, je ne regrette rien" (1960), «Hymne à l'amour» (1949), «Milord» (1959), «La Foule» (1957), «L'Accordéoniste» (1940), та «Padam, padam...» (1951).
Її слава припала під час німецької окупації Франції, у 1945 вийшла її найвідоміша пісня «La Vie en rose" (Життя у рожевому). У 1940-х роках, вона стала найвідомішою музичною виконавицею Франції та проводила тури по Європі, США та Південній Америці. Її популярність дозволила їй з'явитись на американському телебаченні у телепрограмі Шоу Еда Саллівана.
Вона продовжувала свою кар'єру, співаючи в концертній залі Олімпія у Парижі, до самої смерті у 1963 році у 47-річному віці. Її остання пісня, «L'Homme de Berlin» (Чоловік Берліну), була записана разом з її чоловіком у квітні 1963 року. Після смерті співачки було створено чимало документальних фільмів про її життя. Її творча діяльність, її пісні дали поштовх до розвитку французької культури.

## Життєвий шлях

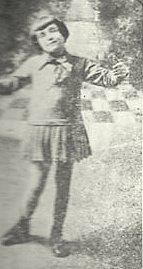
Едіт Піаф у дитинстві

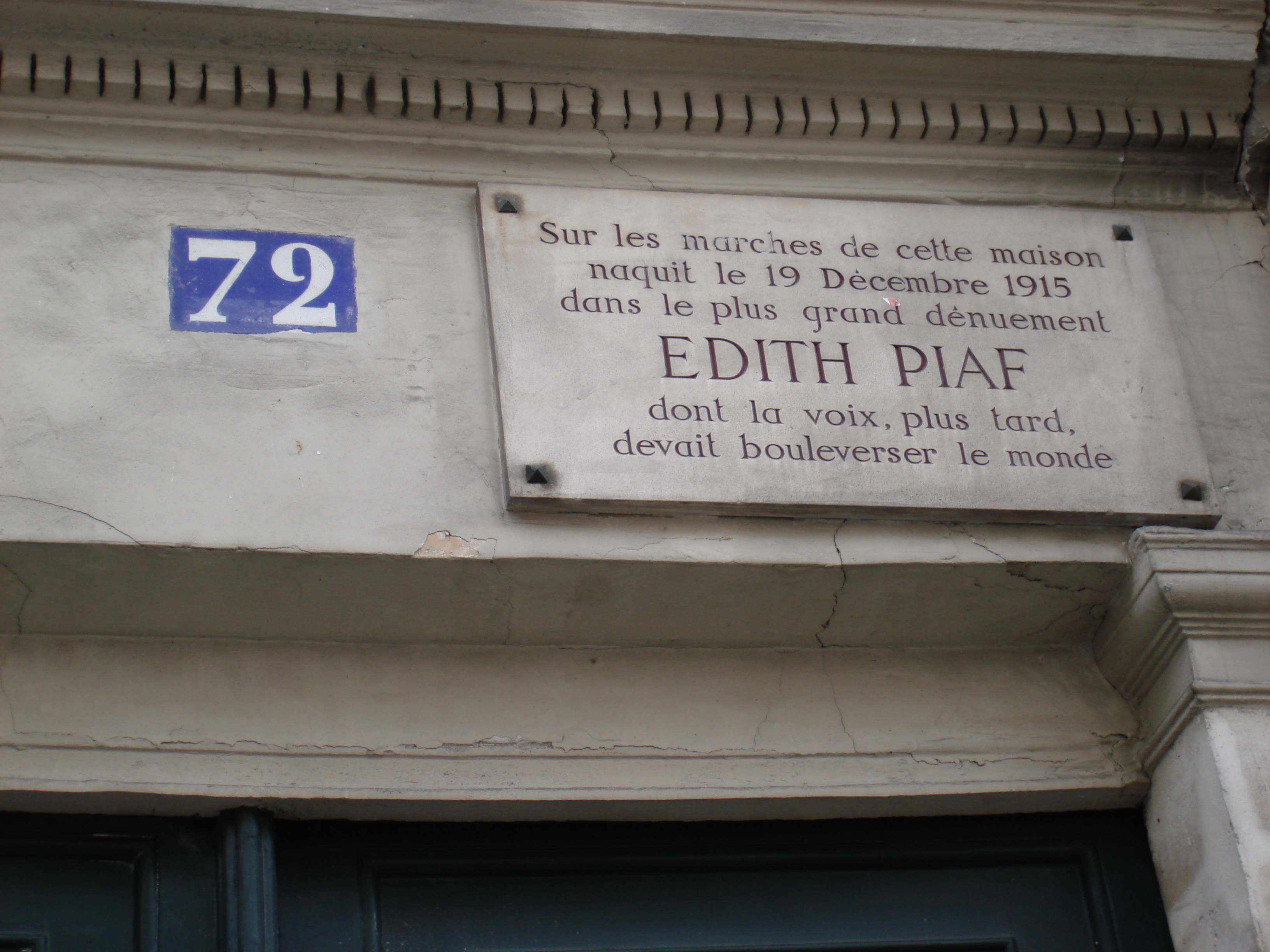
Пам'ятна дошка про народження Едіт Піаф, 72 rue de Belleville, XX округ Парижу

### Дитинство
Матір'ю Едіт була безталанна акторка Аніта Маяр, що виступала під псевдонімом Ліна Марса. Батьком був Луї Гассіон, вуличний акробат.
Через два роки Луї Гассіон довідався, що дружина його покинула, а дочку віддала на виховання своїм батькам. Умови, в яких жила Едіт, були жахливі, й Луї відвіз дочку до Нормандії до своєї матері, що працювала кухаркою в борделі.
Тут з'ясувалося, що Едіт зовсім сліпа. Як виявилося, у перші ж місяці життя в Едіт почала розвиватися катаракта, але подружжя Маярів, очевидно, цього не помітило. Коли надії не залишалося, бабуся повезла Едіт у Лізьє до святої Терези, куди щорічно збиралися тисячі прочан з усієї Франції. Поїздку призначили на 19 серпня 1921 року, а 25 серпня 1921 року Едіт прозріла. Їй було 6 років.
Незабаром Едіт пішла до школи, але добропорядні мешканці не хотіли бачити поруч зі своїми дітьми дитину, що живе в борделі, й навчання для дівчинки дуже швидко закінчилося. Тоді батько забрав Едіт у Париж, де вони почали разом працювати на площах — батько показував акробатичні трюки, а його дев'ятирічна дочка співала. Едіт заробляла співом на вулиці доти, поки її не взяли в кабаре «Жуан-Ле-Пін».

### Юність
В 1932 році Едіт познайомилася з Луї Дюпоном (фр. Louis Dupont), за рік у них народилася дочка Марсель (фр. Marcelle). Однак Луї не влаштовувало, що Едіт занадто багато часу приділяє своїй роботі, й він вимагав, щоб вона полишила її. Однак Едіт відмовилася, і вони розійшлись. Спочатку дочка залишалася з Едіт, але потім Луї Дюпон забрав дочку до себе, розраховуючи, що кохана жінка повернеться до нього. Марсель занедужала на туберкульозний менінгіт й потрапила до лікарні. Після відвідувань Марселі занедужала й сама Едіт. У той час цю хворобу лікували погано, не було потрібних медикаментів, і лікарі часто просто спостерігали за хворобою в надії на щасливий кінець. У результаті Едіт видужала, а Марсель померла у 1935 році. Вона була єдиною живонародженою дитиною Едіт Піаф (у 1938 році в результаті передчасних пологів у неї народилася мертвонароджена дитина, після чого вона втратила здатність мати дітей).
В 1935 році, коли Едіт виповнилось двадцять років, її помітив на вулиці Луї Лепле (фр. Louis Leplee), власник кабаре «Жернис» (фр. le Gerny's) на Єлисейських Полях, і запросив виступати у своїй програмі. Він навчив її працювати з акомпаніатором, вибирати й режисирувати пісні, пояснив, яке величезне значення мають костюм артиста, його жести, міміка, поводження на сцені. Саме Лепле знайшов для Едіт ім'я — Піаф (на паризькому арго це значить «горобчик»). У «Жернісі» на афішах її ім'я було надруковано як «Маля Піаф», і успіх перших же виступів був величезним. 17 лютого 1936 року Едіт Піаф виступила у великому концерті в цирку «Медрано» разом з такими зірками французької естради як Моріс Шевальє, Містінгетт, Марі Дюба. Однак успішний зліт перервала трагедія: незабаром пострілом у голову убили Луї Лепле, і Едіт Піаф виявилася серед підозрюваних через невелику суму, яку покійник залишив їй у заповіті. Газети роздули цю історію, і відвідувачі кабаре, у яких виступала Едіт Піаф, поводилися вороже, вважаючи, що вони мають право «покарати злочинницю».

### Новий зліт
Незабаром Едіт познайомилася з Реймоном Ассо, що остаточно визначив подальший життєвий шлях співачки. Саме йому належить заслуга появи на світ «Великої Едіт Піаф». Він навчив Едіт не тільки того, що безпосередньо стосувалося її професії, але й усього необхідного в житті: правил етикету, умінню обирати одяг та багато чого іншого.
Реймон Ассо створив «стиль Піаф», зважаючи на індивідуальність Едіт, він написав пісні, що пасували тільки їй: «Париж — Середземномор'я», «Вона жила на вулиці Пігаль», «Мій легіонер», «Вимпел для легіону».
Саме він домігся того, щоб Едіт виступила в мюзик-голі «АВС» на Великих бульварах — найзнаменитішому мюзик-голі Парижа. Виступ в «АВС» вважався виходом на «велику воду», посвятою в професію. Він також переконав її змінити сценічний псевдонім «Маля Піаф» на «Едіт Піаф». Після успішного виступу в «АВС» преса написала про Едіт: «Учора на сцені „АВС“ у Франції народилася велика співачка». Незвичайний голос, щирий драматичний талант, працьовитість і впертість в досягненні мети вуличного дівчиська швидко привели Едіт до вершин успіху.

### Тріумф
З початком Другої світової війни Едіт та Реймон Ассо розірвали стосунки. У цей час вона зустрілася зі знаменитим французьким режисером Жаном Кокто. Він запропонував їй зіграти в своїй невеликій п'єсі «Байдужий красень». Репетиції пройшли вдало, і п'єса мала грандіозний успіх. Уперше її показали в сезоні 1940 року. Кінорежисер Жорж Лакомб вирішив зняти за п'єсою фільм. І в 1941 році зняли «Монмартр на Сені», в якому Едіт одержала головну роль.
Під час Другої Світової війни померли батьки Едіт.
Едіт допомогла знайти себе й почати свій шлях до успіху багатьом виконавцям-початківцям — Іву Монтану, ансамблю «Компаньйон де ла Шансон», Едді Константену, Шарлю Азнавуру й багатьом іншим.
Повоєнний час став для Піаф періодом небувалого успіху. Її із замилуванням слухали жителі паризьких передмість і витончені поціновувачі мистецтва, робітники й майбутня королева Англії. У січні 1950 року відбувся її сольний концерт у залі «Плеєль», преса писала — «пісні вулиць у храмі класичної музики». Це був черговий тріумф.
Попри любов слухачів, життя, повністю присвячене пісні, робило її самотньою. Едіт сама це добре розуміла: «Публіка втягує тебе у свої обійми, відкриває своє серце й поглинає тебе цілком. Ти переповняєшся її любов'ю, а вона — твоєю. Потім у згасаючому світлі залу ти чуєш шум кроків, що віддаляються. Вони ще твої. Ти вже більше не здригаєшся від захвату, але тобі добре. А потім вулиці, морок, серцю стає холодно, ти сама».
У 1952 році Едіт потрапила у дві автокатастрофи поспіль; щоб полегшити страждання, викликані переламами руки й ребер, лікарі робили їй ін'єкції морфію, і Едіт потрапила в наркотичну залежність.
У 1954 році Едіт Піаф знялася в історичному фільмі «Якщо мені розкажуть про Версаль» разом з Жаном Маре.
У 1956 році Піаф виступила в знаменитому нью-йоркському Карнегі-Голл.

### Останні роки

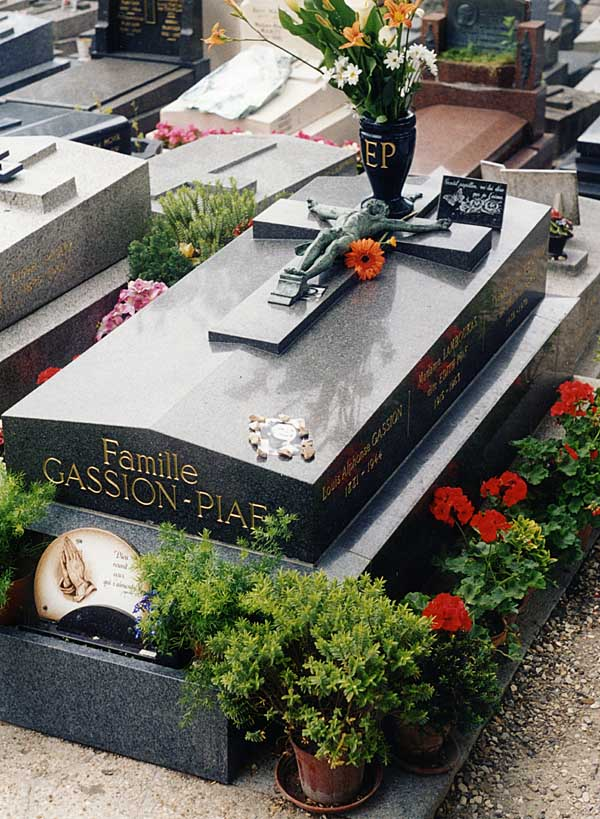
Могила Едіт Піаф на кладовищі Пер-Лашез

В 1958 році Едіт почала виступати в концертному залі «Олімпія» — успіх був фантастичний. Після цього вона вирушила в одинадцятимісячне турне Америкою, після якого були чергові виступи в «Олімпії», турне по Франції. Такі фізичні, а головне, емоційні навантаження сильно підірвали її здоров'я.
У 1959 році під час виступу в Нью-Йорку Піаф знепритомніла прямо на сцені. Після кількох хірургічних операцій вона повернулася до Парижа. У 1961 році, у 46-річному віці, Едіт Піаф дізналася, що вона невиліковно хвора на рак.
У 1960 році Клод Левеє, композитор і співак з Квебеку, давно знайомий з Піаф, приїхав до Парижа для роботи над спільними проєктами. Едіт виконала чотири його пісні: «Старе піаніно» (фр. Le Vieu Pianos), «Бульвар злочину» (фр. Boulevard du Crime), «Ураган» (фр. Ouragan) та «Голос» (фр. La Voix).
25 вересня 1962 року Едіт співала з висоти Ейфелевої вежі з нагоди прем'єри фільму «Найдовший день» пісні «Ні, я ні про що не жалкую» (фр. Non, je ne regrette rien), «Юрба», «Мілорд», «Ти не чуєш», «Право любити».
9 жовтня 1962 року, в 46-річному віці, виснажена й хвора, Піаф одружується з Тео Сарафо, молодим 26-річним співаком. Дуетом вони виконували пісню «Для чого служить кохання?» (фр. À quoi ça sert l'amour?), написану Мішелем Емером, одним з найвірніших її композиторів.
На початку 1963 року вона записує свою останню пісню «Людина з Берліна» (фр. L'Homme de Berlin), написану Франсісом Ле та Мішелем Вандомом.
Останній її виступ на сцені відбувся 18 березня 1963 року. Зал, стоячи, улаштував їй п'ятихвилинну овацію.
10 жовтня 1963 року Едіт Піаф померла. Тіло співачки перевезли з міста Грасса, де вона померла, у Париж цілком таємно, а офіційно про її смерть оголосили 11 жовтня 1963 року в Парижі (з чим пов'язані помилки в деяких джерелах). Того ж дня, 11 жовтня 1963 року пішов з життя друг Піаф Жан Кокто. Існує легенда, що він помер, довідавшись про смерть Піаф.
Похорон співачки відбувся на цвинтарі Пер-Лашез. На ньому зібралося понад 40 тисяч осіб, багато хто не приховував сліз, квітів було стільки, що люди були змушені йти по них мов килимом.

## Фільмографія
- 1936 — Емансиповане дівча / La garçonne
- 1941 — Монмартр на Сені / Montmartre-sur-Seine
- 1945 — Зірка без світла / Etoile sans lumière
- 1947 — Дев'ять хлопців, одне серце / Neuf garçons, un coeur
- 1950 — Париж завжди співає / Paris chante toujours
- 1954 — Якщо мені розкажуть про Версаль / Si Versailles m'était conté
- 1954 — Французький канкан / French cancan
- 1959 — Коханці завтрашнього дня / Les amants de demain

## В популярній культурі
Велика кількість пісень Едіт Піаф використано у фільмах, наприклад, «Врятувати рядового Раяна» та «Початок». Життю співачки присвячено численні фільми та п'єси.

### Фільми про Едіт Піаф
«Піаф» (1974, режисер Гі Казаріль) — фільм, заснований на біографії співачки, що розповідає про ранні роки її життя. В головній ролі — Бриджит Арьєль, ранні пісні Піаф виконала Бетті Марс.
«Едіт і Марсель» (1983, режисер Клод Лелюш) розповідає історію кохання Піаф і відомого боксера Мерселя Седана. Роль Піаф зіграла Евелін Буї, роль Марселя — його син, Марсель Седан молодший.
У фільмі «Життя у рожевому кольорі» (2007, режисер Олів'є Даан) показано життєвий шлях Піаф з раннього дитинства до її смерті у 1963 році. Фільм було вперше представлено на Берлінському кінофестивалі у січні 2007 року. Акторка Маріон Котіяр за головну роль у фільмі отримала премію «Золотий глобус» у номінації «Найкраща жіноча роль (комедія або мюзикл)» та «Оскар» за «Найкращу жіночу роль».

### Вистави в театрах Києва
В репертуарі театрів Києва є кілька присвячених співачці вистав:
- Моновистава «Чудо Піаф». Київський академічний театр «Колесо»; режисер-постановник — Димо Димов (Болгарія), 2004 рік[12].
- «Edith Piaf: життя в рожевому кольорі». Національний академічний театр російської драми ім. Лесі Українки; режисер-постановник — Ольга Гаврилюк; прем'єра відбулася 25 червня 2005 року[13].
- «Едіт Піаф. Життя в кредит». Мюзикл Вікторії Васалатій і Юрія Рюбчинського в Національному академічному драматичному театрі імені Івана Франка; режисер-постановник — Ігор Афанасьєв; прем'єра відбулася 23 травня 2008 року[14].
- «Сім Чудес крихітки Піаф». Центр мистецтв «Новий український театр»; художній керівник — Віталій Кіно[15].
- Моновистава «Едіт Піаф. Сповідь» за п'єсою Ж. Кокто «Байдужий красень». Театр-студія «Образ»; режисер-постановник — Ольга Міхневич[16].

## Музей Едіт Піаф
Музей Едіт Піаф — це невеличкий приватний музей в Парижі, присвячений співачці. Заснований у 1977 році Бернардом Маркусом (Bernard Marchois), автором двох її біографій

### Автобіографії
- Édith Piaf, Au bal de la chance, préface de Jean Cocteau, postface de Fred Mella, présenté et annoté par Marc Robine. Jeheber ed., 1958. (перевидання в 2003, Éditions de l'Archipel)
- Édith Piaf, Ma vie. Union générale d'éditions, Paris, 1963.
- Édith Piaf, Mon amour bleu, Grasset et Fasquelle, 2011.

### Біографії
- Marc Bonel et Danielle‭ ‬Bonel, ‭‬Édith Piaf, ‭ ‬le temps d'une vie, ‭ Éditions de Fallois, ‭‬Paris‭, ‬‬1993,‭ ‬344‭ ‬pages. ISBN 2-87706-189-2 (фр)
- Philippe Crocq, Jean Mareska: La vie pas toujours rose d'Édith Piaf Editions du Rocher, 2007, ISBN 2-268-06108-6 (фр)
- Matthias Henke: Edith Piaf. «Süchtig nach Sehnsucht!» List, 2002, ISBN 3-612-26516-4 (нім)
- Monique Lang: Edith Piaf. Die Geschichte der Piaf, ihr Leben in Texten und Bildern. Insel, Frankfurt 2007, ISBN 3-458-32216-7 (нім)
- André Larue: Edith Piaf. L'amour toujours. Lafon, Paris 1993, ISBN 2-908652-97-8 (фр)
- Pierre Hiégel, ‬Édith Piaf, É‬ditions‭ ‬de l'Heure, Monaco, ‭1962.
- Margaret Crosland, ‬Piaf, ‭‬‬É‬ditions Hodder and Stoughton, ‭ Londres, ‭1985,‭ ‬240‭ ‬pages.
- David Bret, ‭‬The Piaf legend‭‬, ‭Robson Books, Londres, ‭1988,‭ ‬188‭ ‬pages.
- Dominique Grimault et Patrick‭ ‬Mahé, ‭‬Piaf-Cerdan :‭ ‬un hymne à l'amour, 1946—1949, Éditions‭ ‬de la Seine, Paris, ‭ ‬1993.‭
- Louis Valentin, ‭‬Piaf, ‭ ‬Plon, Paris, ‭ ‬1993.
- Jean Noli, ‭‬Piaf secrète, ‭ É‬ditions L'Archipel, ‬Paris, ‭1993,‭ ‬‬218‭ ‬pages (rééd.‭ ‬2003‭)‬.
- Pierre Duclos et Georges Martin, Piaf, Éditions du Seuil, 1995 (réédition), 544 pages ISBN 2-02-023916-7
- Sophie Troubac, ‭‬Édith Piaf, ‭ ‬l'hymne à l'amour, É‬ditions Sauret, ‬Monaco, ‭‬1995,‭ ‬237‭ ‬pages.
- Frédéric Perroud, ‬Marcel Cerdan-Édith Piaf‭ ‬:‭ ‬le bel amour, É‬ditions Acropole, ‬Paris, 1999, 166‭ ‬pages.
- François Levy, ‭ ‬Passion Édith Piaf la môme de Paris, ‬‬É‬ditions Textuel, Paris, ‭2003,‭ ‬192‭ ‬pages.
- Jean-Dominique Brierre, ‬Édith Piaf :‭ " Sans amour on n'est rien du tout "‬, Éditions‭ ‬Hors collection, ‬Paris, 2003,‭ ‬167‭ ‬pages.
- David Lelait-Helo, ‬Sur un air de Piaf, ‭ Payot, ‬Paris, ‭2003,‭ ‬331‭ ‬pages.
- Marcel Cerdan Jr., ‬Piaf et moi, ‭ Flammarion, ‬France, ‭‬2000,‭ ‬321 ‬pages.
- Emmanuel Bonini, Piaf, la vérité, Pygmalion, 2008, 420 pages.
- Frédéric Quinonero, Edith Piaf, le temps d'illuminer, Éditions Didier Carpentier, 2008, 256 pages.
- Gilles Durieux, Anthony Berrot, et Jean-Paul Mazillie, Piaf, de la Môme à Edith: documents inédits, Le Cherche Midi, Paris, 2010